# Верхнеададымский сельсовет
Верхнеадады́мский сельсовет — муниципальное образование (сельское поселение) в Назаровском районе Красноярского края. Административный центр — посёлок Сохновка.

## География
Верхнеададымский сельсовет находится юго-западнее районного центра. Удалённость административного центра сельсовета — посёлка Сохновка от районного центра — города Назарово составляет 21 км.

## История
Верхнеададымский сельсовет наделён статусом сельского поселения в 2005 году.

## Население
| 2010 | 2012  | 2013  | 2014  | 2015  | 2016  | 2017  |
| ---- | ----- | ----- | ----- | ----- | ----- | ----- |
| 1316 | ↗1317 | ↗1350 | ↘1321 | ↘1320 | ↘1313 | ↘1308 |

Гендерный состав
По данным Всероссийской переписи населения 2010 года 610 мужчин и 706 женщин из 1316 чел.

## Состав сельского поселения
В состав сельского поселения входят 5 населённых пунктов:
| № | Населённый пункт | Тип населённого пункта          | Население |
| - | ---------------- | ------------------------------- | --------- |
| 1 | Верхний Ададым   | село                            | 340       |
| 2 | Ельник           | село                            | ↘318      |
| 3 | Нижний Ададым    | деревня                         | 201       |
| 4 | Сереж            | посёлок                         | 17        |
| 5 | Сохновка         | посёлок, административный центр | 440       |